# Csajág vasútállomás
Csajág vasútállomás egy Veszprém vármegyei vasútállomás, melyet a MÁV üzemeltet Csajág településen.
A község központjától bő másfél kilométerre délre, külterületen helyezkedik el, közúti megközelítését a 7207-es útból, annak 6+800-as kilométerénél dél felé kiágazó, 1,2 kilométer hosszú, 72 311-es számú mellékút (települési nevén Vasút utca) biztosítja.

## Vasútvonalak
Az állomást az alábbi vasútvonalak érintik:
- Börgönd–Szabadbattyán–Tapolca-vasútvonal
- Lepsény–Hajmáskér-vasútvonal

Utóbbi vasútvonalon 2007 óta nincs személyforgalom.

## Kapcsolódó állomások
A vasútállomáshoz az alábbi állomások vannak a legközelebb:
- Balatonfőkajár felső megállóhely (Börgönd–Szabadbattyán–Tapolca-vasútvonal)
- Balatonakarattya megállóhely (Börgönd–Szabadbattyán–Tapolca-vasútvonal)
- Balatonfőkajár megállóhely (Lepsény–Hajmáskér-vasútvonal)
- Csajág felső megállóhely (Lepsény–Hajmáskér-vasútvonal)

## Forgalom
| Járat             | Útvonal | Gyakoriság                 |
| ----------------- | --- | -------------------------- |
| személyvonat      | Székesfehérvár – Maroshegy – Szabadbattyán – Polgárdi-Ipartelepek – Polgárdi – Füle – Balatonfőkajár felső – Csajág – Balatonakarattya – Csittényhegy – Balatonkenese – Balatonfűzfő – Balatonalmádi – Káptalanfüred – Alsóörs – Csopak – Balatonarács – Balatonfüred – Aszófő – Örvényes – Balatonudvari – Fövenyes – Balatonakali-Dörgicse – Zánka-Erzsébettábor – Zánka-Köveskál – Balatonszepezd – Szepezdfürdő – Révfülöp – Balatonrendes – Ábrahámhegy – Badacsonyörs – Badacsonytomaj – Badacsony – Badacsonylábdihegy – Badacsonytördemic-Szigliget – Nemesgulács-Kisapáti – Tapolca | Napi 1 pár (Kivéve nyáron) |
| személyvonat      | Székesfehérvár – Maroshegy – Szabadbattyán – Polgárdi-Ipartelepek – Polgárdi – Füle – Balatonfőkajár felső – Csajág – Balatonakarattya – Csittényhegy – Balatonkenese – Balatonfűzfő – Balatonalmádi – Káptalanfüred – Alsóörs – Csopak – Balatonarács – Balatonfüred | 2 óránként                 |
| személyvonat      | Balatonfüred → Balatonarács → Csopak → Alsóörs → Káptalanfüred → Balatonalmádi → Balatonfűzfő → Balatonkenese → Csittényhegy → Balatonakarattya → Csajág → Balatonfőkajár felső → Füle → Polgárdi → Polgárdi-Ipartelepek → Szabadbattyán → Maroshegy → Székesfehérvár → Velence → Budapest-Kelenföld → Budapest-Déli | Napi 1 Budapest felé       |
| Katica InterRégió | Budapest-Déli – Budapest-Kelenföld – Székesfehérvár – Maroshegy – Szabadbattyán – Polgárdi-Ipartelepek – Polgárdi – Füle – Balatonfőkajár felső – Csajág – Balatonakarattya – Csittényhegy – Balatonkenese – Balatonfűzfő – Balatonalmádi – Káptalanfüred – Alsóörs – Csopak – Balatonarács – Balatonfüred | Nyáron 2 óránként          |